# Zentralnyj
Zentralnyj (ukrainisch Центральний; russisch Центральный/Zentralny) ist eine Siedlung städtischen Typs im Süden der ukrainischen Oblast Luhansk mit etwa 800 Einwohnern.
Zentralnyj wurde 1928 als Selyschtsche imeni Demytschenko gegründet, wurde 1959 auf den heutigen Namen umbenannt und erhielt 1987 den Status einer Siedlung städtischen Typ.
Zum 1. Januar 2013 betrug die Einwohnerzahl 832 Personen. Seit Sommer 2014 ist der Ort im Verlauf des Ukrainekrieges durch Separatisten der Volksrepublik Lugansk besetzt. Bis 2020 gehörte der Ort administrativ zum Rajon Perewalsk, das Rajonszentrum Perewalsk ist 20 Kilometer nordöstlich gelegen, die Oblasthauptstadt Luhansk liegt 58 Kilometer östlich des Ortes.
Am 12. Juni 2020 wurde Zentralnyj gemäß dem Beschluss der ukrainischen Regierung in die Altschewsker Stadtgemeinde eingegliedert. Am 17. Juli 2020 wurde es infolge der administrativ-territorialen Reform und der Auflösung des Rajons Perewalśkyj dem Rajon Altschewsk zugeordnet.